# Africada lateral alveolar eyectiva
La africada lateral alveolar eyectiva es un sonido consonántico no pulmonar, utilizado en algunos idiomas hablados. El símbolo en el Alfabeto Fonético Internacional que representa este sonido es una africada lateral alveolar sorda pero con el apóstrofo que tienen todas las consonantes eyectivas ⟨ t͡ɬʼ ⟩ (o ⟨ tɬʼ ⟩ ), y en el Alfabeto fonético americanista es una (lambda barrada) ⟨ƛ'⟩.

## Características
- Su modo de articulación es africada sibilante, lo que significa que se produce primero deteniendo por completo el flujo de aire y luego dirigiéndolo con la lengua hacia el borde afilado de los dientes, provocando turbulencias de alta frecuencia.
- Su punto de articulación es alveolar, lo que significa que se articula con la punta o la lámina de la lengua en la cresta alveolar, denominada respectivamente apical y laminal.
- Es una consonante lateral lo que significa que se tiene que dirigir el aire hacia los lados, en lugar de en medio.
- Su tipo de fonación es sorda, lo que significa que se produce sin vibraciones de las cuerdas vocales.
- Es una consonante oral, lo que significa que se permite que el aire escape a través de la boca, no por la nariz.
- El mecanismo de la corriente de aire es eyectivo (egresivo glótico), lo que significa que el aire es expulsado al bombear la glotis hacia arriba.

## Ocurre en
| Idioma      | Idioma      | Palabra        | AFI                | Significado        | Notas                                  |
| ----------- | ----------- | -------------- | ------------------ | ------------------ | -------------------------------------- |
| Avar        | Avar        | кьалаб         | [t͡ɬʼalab]ⓘ         | 'hostil'           |                                        |
| Cabardino   | Besleney    | лӏы            | [t͡ɬʼə]ⓘ            | 'hombre'           | Corresponde a [ɬʼ] en otros dialectos. |
| Haida       | Haida       | sttluujagadang | [st͡ɬʼuːt͡ʃakataŋ]   | 'chupasavias'      |                                        |
| Iraqw       | Iraqw       | hatlʼáʼ        | [hat͡ɬʼáʔ]          | 'otro'             |                                        |
| Lillooet    | Lillooet    | st'át'imcets   | [ˈst͡ɬʼæt͡ɬʼjəmxət͡ʃ] | 'idioma lillooet'  |                                        |
| Lushootseed | Lushootseed | sq̓aƛ̕           | [sqʼɑt͡ɬʼ]          | 'nutria'           |                                        |
| Navajo      | Navajo      | tłʼóoʼdi       | [t͡ɬʼóːʔtɪ̀]ⓘ        | '(en) el exterior' |                                        |
| Sahaptin    | Sahaptin    | mɨƛ’ɨƛ’k       | [mɨˈt͡ɬʼɨt͡ɬʼk]      | 'lodo'             |                                        |
| Shíshálh    | Shíshálh    | ch'álhch'ílh   | [tʃʼat͡ɬ.tʃʼet͡ɬ]    | 'zorzal'           |                                        |
| Tlingit     | Tlingit     | tlʼeex         | [t͡ɬʼix]ⓘ           | 'basura'           |                                        |
| Tsez        | Tsez        | кьиш           | [t͡ɬʼɪʃ]ⓘ           | 'astilla'          |                                        |

Se cree que en el protosemita *ṣ́ fue una africada lateral alveolar eyectiva.